# Gundula Korte
Gundula Maria Korte (* 24. März 1930) ist eine deutsche Schauspielerin. Sie ist die Tochter von Robert Kothe, Witwe von Joachim Fuchsberger und Mutter von Thomas Fuchsberger.

## Leben
Korte arbeitete als Funktechnikerin beim Bayerischen Rundfunk, wo sie den Schauspieler Joachim Fuchsberger kennenlernte und im Jahr 1954 heiratete. Danach wirkte sie selbst in einigen Filmen mit, bis der gemeinsame Sohn Thomas 1957 geboren wurde. Thomas Fuchsberger starb im Jahr 2010. 2012 wurde Gundula Korte mit einem „Überraschungs-Bambi“ ausgezeichnet, während ihr Ehemann den Preis für sein Lebenswerk entgegennahm. Korte war 59 Jahre mit Joachim Fuchsberger verheiratet, der am 11. September 2014, drei Monate vor der Diamantenen Hochzeit, starb.

## Filmografie
- 1954: 08/15
- 1955: 08/15 Zweiter Teil
- 1956: Kirschen in Nachbars Garten
- 1956: Heute heiratet mein Mann
- 1956: Wo die alten Wälder rauschen
- 1956: Roter Mohn
- 1957: … und vergib mir meine Schuld (Ascoltami)